# Sorpe (Lenne)
Die Sorpe ist ein etwas über 10 Kilometer langer, nordöstlicher und orographisch rechter Zufluss der Lenne im Stadtgebiet Schmallenbergs im nordrhein-westfälischen Hochsauerlandkreis.

## Name
Der Name erscheint als Ortsname erstmals im Jahr 1072 (Suropo) in den schriftlichen Aufzeichnungen. Die Ausgangsform des Namens dürfte im Altsächsischen *Surapa gelautet haben, womit er zu den -apa-Flüssen gezählt wird. Das Bestimmungswort *Surā könnte mit dem indogermanischen Verb *seu- „auspressen“ in Verbindung stehen.

## Geographie

### Verlauf
Die im Hochsauerland verlaufende Sorpe entspringt im Rothaargebirge. Ihre Quelle liegt rund 1 km östlich des Schmallenberger Stadtteils Rehsiepen auf etwa 650 m ü. NHN Höhe – rund 420 m südwestlich vom Großen Bildchen. Das Quellbächlein erhält in Quellnähe Zufluss durch ein Rinnsal, das neben einer auf 696,1 m Höhe gelegenen Waldwegstelle entspringt.
Zunächst fließt die Sorpe in westlicher Richtung durch die Stadtteile Rehsiepen, Obersorpe und Mittelsorpe. Anschließend verläuft der Fluss in südlicher Richtung im Sorpetal durch die Stadtteile Rellmecke, Niedersorpe und Winkhausen.
In Winkhausen mündet die Sorpe auf 405 m Höhe in den dort von Südosten kommenden Ruhr-Zufluss Lenne.
Der etwa 10,3 km lange Lauf der Sorpe endet ungefähr 245 Höhenmeter unterhalb ihrer Quelle, sie hat somit ein mittleres Sohlgefälle von circa 24 ‰.

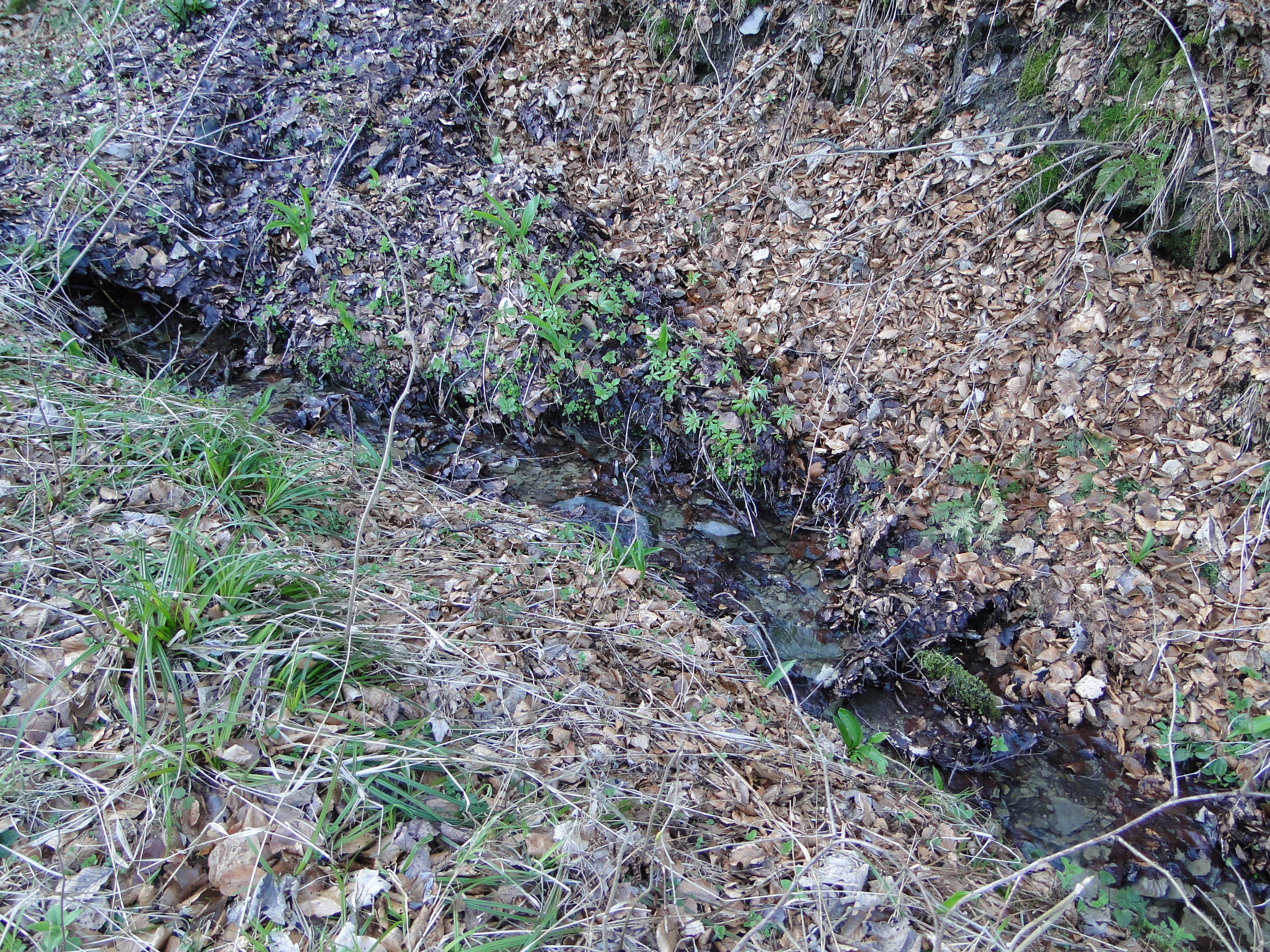
Sorpequelle nahe dem Großen Bildchen
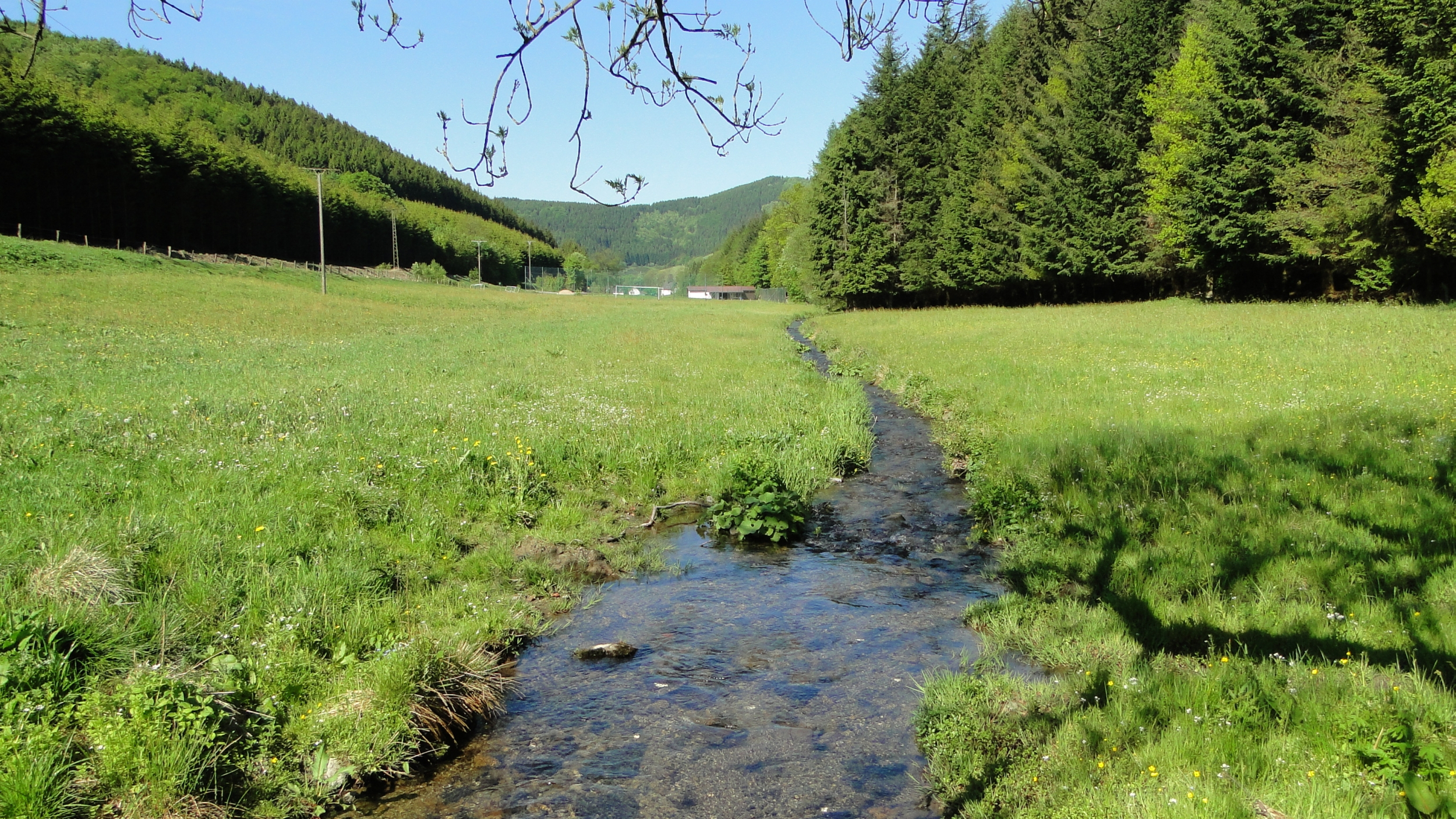
Die Sorpe zwischen Ober- und Mittelsorpe

### Zuflüsse
Der Sorpe fließen von den umliegenden Höhen einige kurze Bäche zu. Im Folgenden werden die weiteren Nebenflüsse der Sorpe aufgeführt, die in der Deutschen Grundkarte mit einem Namen verzeichnet sind.
| Stat. in km | Name         | GKZ       | Lage   | Länge in km | EZG in km² | MQ in m³/s | Mündungshöhe in m ü. NHN | Bemerkungen         |
| ----------- | ------------ | --------- | ------ | ----------- | ---------- | ---------- | ------------------------ | ------------------- |
| 008,750     | Rehsiepen    | 276614-12 | rechts | 000,9000    | 0000,610   | 0000,0120  | 55800000                 |                     |
| 008,000     | Scheppsiepen | 276614-14 | links0 | 000,9000    | 0000,410   | 0000,0080  |                          |                     |
|             | Hunausiepen  |           | rechts |             |            |            |                          |                     |
|             | Zangensiepen |           | links0 |             |            |            |                          |                     |
|             | Esenbeck     |           | rechts |             |            |            |                          |                     |
|             | Rellmecke    |           | rechts |             |            |            |                          |                     |
|             | Lüttmecke    |           | rechts |             |            |            |                          |                     |
| 000,000     | Sorpe        | 276614    |        | 010,3000    | 0016,610   | 0000,1380  | 40500000                 | mündet in die Lenne |

Anmerkungen zur Tabelle
1. ↑  Gewässerkennzahl, in Deutschland die amtliche Fließgewässerkennziffer mit zur besseren Lesbarkeit eingefügtem Trenner hinter dem Präfix, das einheitlich für den allen gemeinsamen Vorfluter Sorpe steht.
2. ↑  Die Daten der Sorpe  zum Vergleich

## Landschaftsschutzgebiete
Im Sorpetal und in Seitentälern liegt das mehrteilige Landschaftsschutzgebiet Sorpetal mit Seitentälern. Auf verschiedenen Hangbereichen liegen das fünfteilige Landschaftsschutzgebiet Magergrünlandparzellen an Hängen im Sorpetal und das mehrteilige Landschaftsschutzgebiet Hanggrünland im Sorpetal.